# Ону (дворянский род)
Ону (рум. Onou) — дворянский род.

## Описание герба
В лазоревом дамасцированном, с серебряной каймой щите серебряный развернутый свиток.
На щите дворянский коронованный шлем. Нашлемник: два буйволовых рога, пересеченных: правый — серебро и лазурь, левое — лазурь и серебро. Намёт на щите лазоревый, подложенный серебром.

## Персоналии
- Михаил Константинович Ону (1835—1901), женат на Луизе Пети-де-Баронкур; их дети:
  - Александр Михайлович (1865—1935)
  - Константин Михайлович (1875—1950)
  - Андрей Михайлович (1881—1950)
  - Александра Михайловна (1873—1944), замужем за князем В. Н. Шаховским.